# Mobocertinib
Mobocertinib, es vendido bajo la marca Exkivity, es un medicamento utilizado para tratar el cáncer de pulmón de células no pequeñas .  Se utiliza específicamente para casos avanzados con una mutación de inserción del exón 20 del receptor del factor de crecimiento epidérmico .  Este medicamento se toma por vía oral una vez al día. 
Los efectos secundarios de este medicamento incluyen diarrea, sarpullido, náuseas, inflamación de la boca, vómitos, disminución del apetito, infecciones en las uñas, cansancio, piel seca y dolor musculoesquelético;  otros efectos secundarios pueden incluir problemas renales, niveles bajos de potasio, pancreatitis, neumonitis y problemas cardíacos como prolongación del intervalo QTc .  El  uso de este medicamento durante el embarazo puede dañar al bebé.  Es un inhibidor de la tirosina quinasa que inhibe preferentemente las mutaciones del receptor del factor de crecimiento epidérmico  en la región del exón 20. 
Este medicamento fue aprobado para uso médico en los Estados Unidos en 2021.  Si bien está disponible en el Reino Unido, no está aprobado en Europa.  En el Reino Unido, un mes de medicación le cuesta al NHS aproximadamente 7800 libras esterlinas en 2022.. En Estados Unidos esta cantidad cuesta 24.600 dólares estadounidenses. 